# الكأس المغاربية للأندية الفائزة بالكؤوس

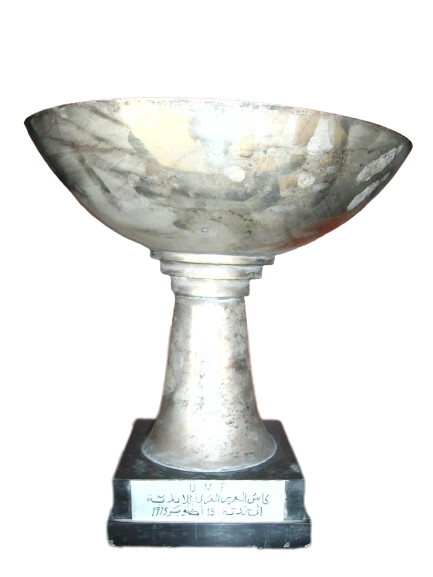
كأس البطولة

الكأس المغاربية للأندية الفائزة بالكؤوس هي بطولة شمال إفريقية تشارك فيها الفرق الفائزة بالكأس بدول المغرب العربي (الجزائر، المغرب، تونس وليبيا) حيث أن موريتانيا لم تكن تشارك والمنافسة متوقفة مند سنة 1975 وقد كانت البطولة الثانية من حيث الأهمية بعد الكأس المغاربية للأندية البطلة والتي توقفت هي أيضا.
جاء تنظيم البطولة كاستمرار لكأس شمال إفريقيا التي توقفت بمجرد حصول الدول المغاربية على الاستقلال.

## النهائيات
| الموسم  | الفائز                        | الوصيف                    |
| ------- | ----------------------------- | ------------------------- |
| 1969/70 | نادي النهضة السطاتية · المغرب | مولودية الجزائر · الجزائر |
| 1970/71 | النادي الإفريقي · تونس        | مستقبل المرسى · تونس      |
| 1971/72 | مولودية الجزائر · الجزائر     | النادي الإفريقي · تونس    |
| 1972/73 | شباب المحمدية · المغرب        | النادي الإفريقي · تونس    |
| 1973/74 | مولودية الجزائر · الجزائر     | الفتح الرباطي · المغرب    |
| 1974/75 | النجم الرياضي الساحلي · تونس  | شباب المحمدية · المغرب    |

## وصلات خارجية
- إحصائيات البطولة